# Manuel Vicuña Larraín
Manuel (de) Vicuña Larraín (Santiago 20 april 1778 - Valparaíso 3 mei 1843) was een Chileens geestelijke en lid van de grondwetgevende vergadering. Hij werd in 1840 de aartsbisschop van Santiago de Chile.
Hij was de zoon van Francisco de Vicuña Hidalgo y Zavala en María del Carmen Larraín Salas y Vicuña. Vicuña was de jongere broer van president Francisco Ramón Vicuña Larraín (1775-1849) en de jongere broer van beoogd vicepresident José Joaquín Vicuña Larraín (1786-1856).
Hij studeerde Latijn en wijsbegeerte aan het Convictorio Carolino de Nobles en theologie aan de Koninklijke Universiteit van San Felipe in Santiago. Hij promoveerde in 1802 en werd in 1803 tot priester gewijd. Hij was als pastoor werkzaam in de Chileense hoofdstad en doceerde kerkrecht, liturgie, ethiek en theologie. Tijdens de Chileense Onafhankelijkheidsoorlog (1810-1818) bleef hij neutraal. Na de Slag bij Chacabuco (1817) richtte hij een hospitaal op voor de gewonde soldaten.
In 1828 benoemde Paus Leo XII hem tot apostolisch vicaris van het bisdom Chili en titulair bisschop van Cerán. Op 2 juli 1832 werd hij tot bisschop van Santiago geconsacreerd. De bisschopszetel was al enkele jaren vacant nadat bisschop José Santiago Rodríguez Zorrilla door de Chileense regering was verbannen vanwege zijn pro-Spaanse houding tijdens de onafhankelijkheidsoorlog. President José Joaquín Prieto benoemde hem in 1833 tot lid van de grondwetgevende vergadering en had zo een werkzaam aandeel in de totstandkoming van de nieuwe grondwet.
Paus Gregorius XVI verhief het bisdom van Santiago op 23 juni 1840 tot aartsbisdom. Manuel Vicuña werd hiermee de eerste aartsbisschop van Santiago de Chile.
Hij overleed op 65-jarige leeftijd in Santiago in 1843.